# Cử tạ
Cử tạ Olympic, hay gọn hơn là Cử tạ, là một môn thể thao trong đó vận động viên thi đấu (gọi là lực sĩ hay đô cử) cố gắng nâng một vật bao gồm thanh tạ được gắn với các đĩa tạ, mỗi lần nâng là một cú nâng sao cho khối lượng vật nâng là cao nhất. Một cuộc thi đấu cử tạ bao gồm hai phần thi theo thứ tự là Cử giật và Cử đẩy. Cử giật bao gồm một động tác duy nhất và tay nắm xa nhau. Cử đẩy bao gồm hai động tác nối tiếp và tay nắm gần nhau. Trong mỗi phần thi, một lực sĩ được tiến hành ba lần nâng tạ, và tổng khối lượng tạ của hai lần nâng thành công cao nhất ứng với hai phần thi được tính là thành tích tổng của lực sĩ đó. Cử tạ phân nội dung thi đấu theo các hạng cân, các hạng cân của nam và nữ khác nhau và chúng thay đổi theo thời gian. Nếu lực sĩ nào không hoàn thành nổi một lần nâng nào trong mỗi nội dung thì sẽ bị coi là thất bại trong cuộc thi đó. Động tác cử tạ không chỉ được dùng trong thi đấu cử tạ đơn thuần, mà còn được coi là bài tập để luyện tập sức mạnh cho nhũng người chơi các môn thể thao khác, cùng với các bài tập khác dùng tạ.

## Lịch sử

### Trước Olympic
Các cuộc thi nhằm tìm ra người có thể nâng được vật nặng nhất đã được ghi nhận qua các nền văn minh, trong đó ghi chép sớm nhất về môn thi này được tìm thấy ở Ai Cập cổ đại, Trung Hoa, Ấn Độ và Hy Lạp cổ đại. Nguồn gốc của môn Cử tạ hiện đại được truy về các cuộc thi tài ở Châu Âu trong thế kỉ XIX. Chức vô địch cử tạ thế giới của nam được trao giải lần đầu tiên năm 1891, tuy nhiên các lực sĩ lúc đó chưa được chia hạng cân, còn giải thế giới cho nữ chưa từng tồn tại cho đến năm 1987.

### Tại Thế vận hội
Nội dung thi đấu Cử tạ xuất hiện ngay ở Thế vận hội mùa hè đầu tiên tại Athens năm 1896, nhưng khi đó Cử tạ là nội dung tổ chức trong sân giành cho môn Điền kinh và chỉ dành cho Nam. Tuy nhiên tại Thế vận hội Mùa hè 1900 lại không có cử tạ. Cử tạ trở lại vào năm 1904 nhưng lại bị bỏ sót vào Đại hội 1908 và 1912. Trong 2 kì Đại hội có thi đấu Cử tạ nói trên đó, người ta đặt ra hai nội dung khác nhau là "Cử tạ một tay" và "Cử tạ hai tay". Trong Thế vận hội 1896, người thắng cuộc "Cử tạ một tay" là Launceston Elliot, còn nhà vô địch của nội dung kia là Viggo Jensen. Cử tạ trở lại đấu trường Olympic vào Thế vận hội Mùa hè 1920 và giờ nó đã trở thành một bộ môn được tổ chức thi đấu riêng. Cũng từ đại hội 1920, các nội dung Cử tạ được phân theo hạng cân và các lực sĩ phải thi đấu bằng cả hai tay. Từ Thế vận hội Mùa hè 2000, các nội dung Cử tạ dành cho Nữ được đưa vào thi đấu. Tính đến hết Thế vận hội Mùa hè 2016, 64 đoàn thể thao đã từng giành huy chương Cử tạ tại Thế Vận hội, trong đó 3 đoàn dẫn đầu là Liên Xô (39 HCV, 21 HCB, 2 HCĐ), Trung Quốc (31 HCV, 15 HCB, 8 HCĐ) và Mĩ (16 HCV, 16 HCB, 12 HCĐ). Đoàn Thể thao Việt Nam giành 1 HCB tại Thế vận hội Mùa hè 2008 bởi lực sĩ Hoàng Anh Tuấn và 1 HCĐ tại Thế vận hội Mùa hè 2012 bởi lực sĩ Trần Lê Quốc Toàn, đều ở nội dung dưới 56 kg của Nam.

## Kĩ thuật thi đấu

### Cử giật

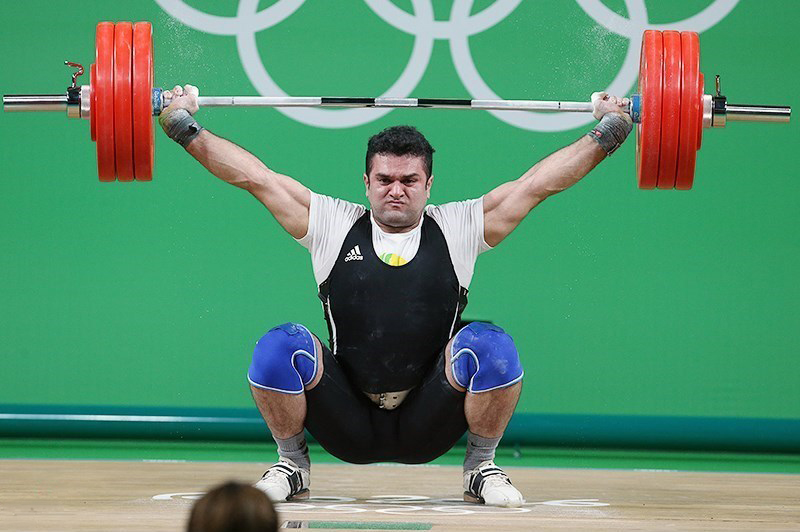
Cử giật

Thanh đòn tạ được đặt nằm ngang phía trước cẳng chân người lực sĩ. Lực sĩ nắm chắc đòn tạ, lòng bàn tay hướng xuống dưới và bằng một động tác duy nhất giật tạ từ sàn lên trên đầu, hai tay giơ thẳng, trong khi đó dạng chân hoặc khuỵu gối. Trong quá trình chuyển động liên tục này, thanh đòn lướt dọc theo đùi và phần bụng. Trong quá trình giật tạ, ngoài hai bàn chân, không một bộ phận nào của cơ thể được chạm sàn. Sau khi nâng tạ lên phải giữ bất động, chân và tay thẳng, hai bàn chân thẳng hàng nhau cho đến khi có tín hiệu của trọng tài cho hạ xuống sàn. Lực sĩ có thể nghỉ lấy sức trong phạm vi thời gian cho phép, lúc đứng dạng chân hoặc ở tư thế ngồi xổm, và kết thúc với hai bàn chân trên một đường thẳng, song song với mặt phẳng tạo bởi thân người và đòn tạ. Trọng tài phát lệnh hạ tạ khi thấy tất cả các bộ phận cơ thể lực sĩ đã bất động.

### Cử đẩy

#### Lên ngực

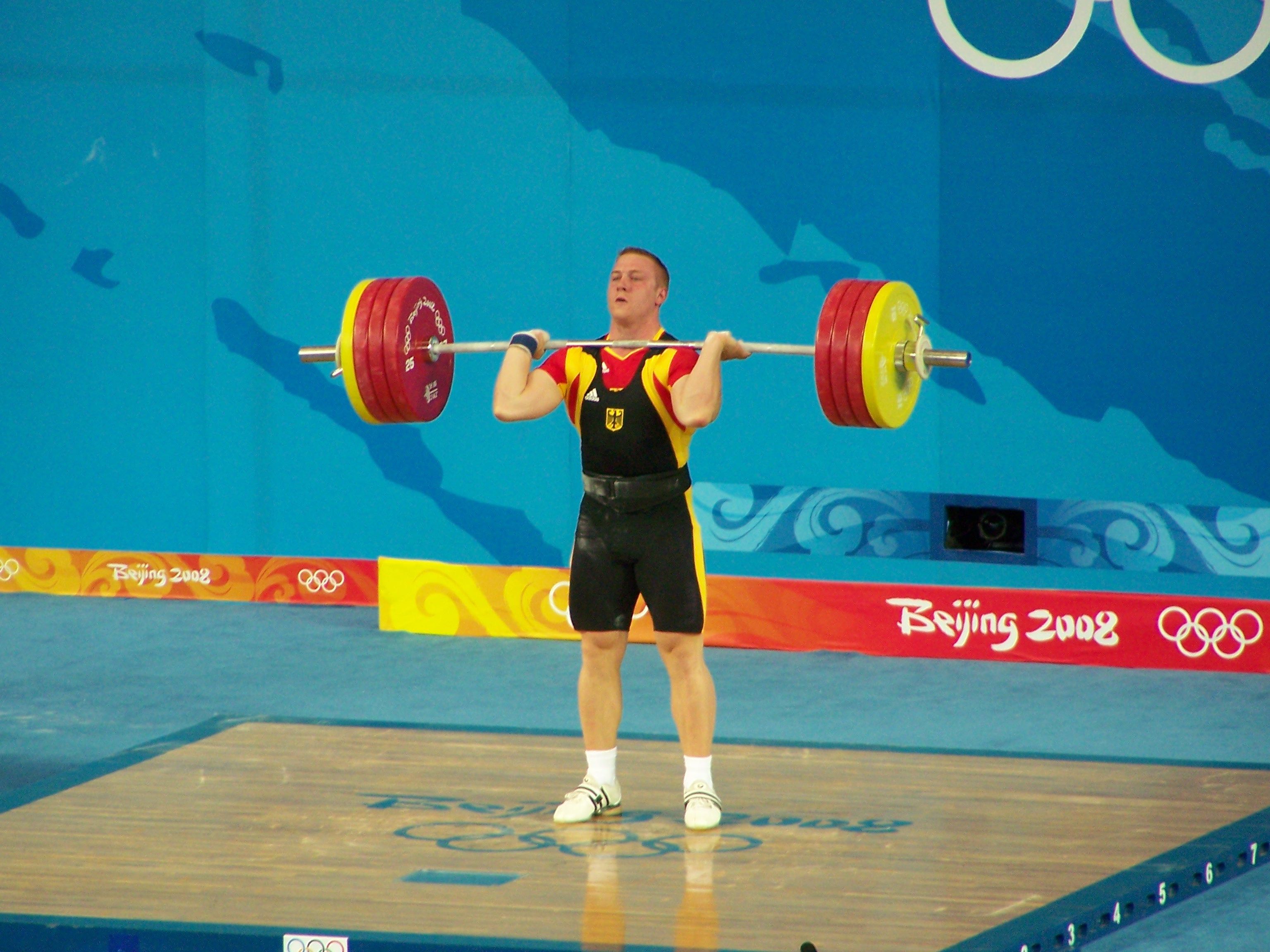
Đưa tạ lên ngực trong Cử đẩy

Thanh đòn tạ được đặt nằm ngang phía trước cẳng chân lực sĩ. Lực sĩ nắm chắc đòn tạ, lòng bàn tay hướng xuống dưới và bằng một động tác duy nhất giật tạ từ sàn lên trên vai, trong khi đó dạng chân hoặc khuỵu gối. Trong quá trình chuyển động liên tục này, thanh đòn tạ lướt qua đùi và phần bụng. Thanh đòn không được chạm vào phần ngực trước tư thế cuối cùng. Sau đó, đòn tạ có thể được đặt trên xương đòn, hoặc phần ngực từ mức núm vú trở lên, hoặc được giữ trên cánh tay đã co gấp hoàn toàn. Hai bàn chân phải được thu về trên cùng một đường thẳng, chân đứng thẳng trước khi thực hiện phần nâng tạ. Lực sĩ có thể nghỉ lấy sức trong phạm vi thời gian cho phép và kết thúc là hai bàn chân đặt trên đường thẳng song song với mặt phẳng tạo bởi đòn tạ và thân người.

#### Đẩy tạ

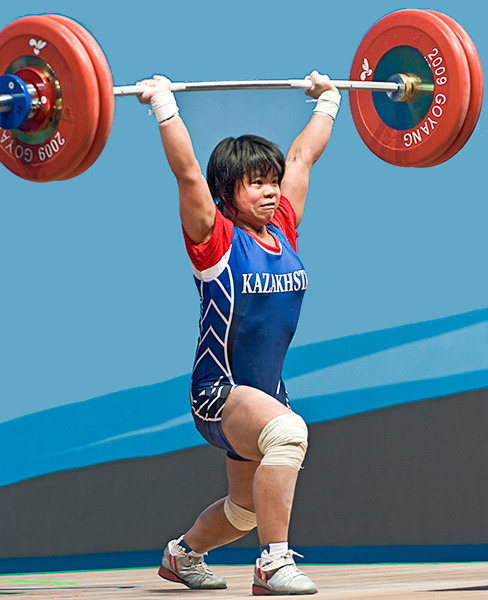
Động tác đẩy tạ trong Cử đẩy

Lực sĩ gập khớp gối để tạo đà đẩy tạ lên, chân đứng thẳng lên và cánh tay giơ lên cao hết mức theo phương thẳng đứng. Sau đó thu hai chân về trên cùng một đường thẳng, chân và tay duỗi thẳng hoàn toàn, chờ lệnh trọng tài cho phép hạ tạ. Trọng tài phát lệnh hạ tạ ngay sau khi nhận thấy tất cả bộ phận cơ thể lực sĩ đã bất động.

### Các tình huống bị tính phạm quy

#### Tình huống phạm quy của Cử giật
Trong Cử giật, nếu lực sĩ dừng tạ trong quá trình giật tạ lên hay chạm đầu vào thanh tạ sẽ bị tính phạm quy.

#### Tình huống phạm quy của Cử đẩy
Có hai tình huống được coi là phạm quy trong phần lên ngực:
- Đặt đòn tạ lên ngực trước khi xoay khuỷu tay.
- Khuỷu tay hoặc cánh tay chạm vào đùi hoặc đầu gối.

Có hai tình huống được coi là phạm quy trong phần đẩy:
- Biểu lộ rõ nỗ lực đẩy tạ nhưng không hợp lệ bao gồm cả động tác cong gối hoặc hạ thấp trọng tâm cơ thể.
- Cố ý rung tạ để tăng lợi thế. Thân thể vận động viên và tạ phải bất động trước khi bắt đầu đẩy tạ.

#### Tình huống phạm quy của cả hai động tác
Mười một tình huống được coi là phạm quy của cả hai nội dung lần lượt là:
- Kéo tạ từ tư thế treo tạ
- Chạm bất kỳ bộ phận nào của cơ thể xuống sàn, trừ hai bàn chân.
- Khi kết thúc động tác hai tay không duỗi thẳng hoàn toàn hoặc không đều nhau.
- Có dừng khi duỗi thẳng.
- Kết thúc động tác bằng một động tác ấn xuống.
- Cong và duỗi khuỷu tay trong khi đứng thẳng - thu chân
- Vượt ra ngoài bục khi thực hiện động tác nghĩa là chạm bất kỳ phần nào của cơ thể vào địa phận ngoài sàn thi.
- Hạ tạ xuống sàn trước hiệu lệnh của trọng tài.
- Ném tạ sau khi có hiệu lệnh của trọng tài.
- Kết thúc động tác, hai bàn chân không đặt trên đường thẳng song song với mặt phẳng của thân người.
- Không hạ toàn bộ tạ xuống sàn thi, có nghĩa là toàn bộ tạ phải chạm sàn trước

## Trang thiết bị

### Tạ
Chỉ có tạ đáp ứng được các yêu cầu kỹ thuật và đã được IWF phê chuẩn mới được sử dụng trong các cuộc thi Cử tạ trong phạm vi quyền lực của IWF.

#### Đòn tạ
Đòn tạ là một thanh dài hình trụ làm bằng kim loại có tác dụng đỡ các đĩa tạ và là nơi cầm tay của lực sĩ khi nâng tạ. Trên đòn tạ có các vạch tương ứng vị trí cầm tay của Cử giật và Cử đẩy.
Các thông số kĩ thuật của đòn tạ dùng cho các nội dung của từng giới được thể hiện chi tiết trong bảng sau
| Tên thông số                                            | Nam                          | Nữ                           |
| ------------------------------------------------------- | ---------------------------- | ---------------------------- |
| Khối lượng                                              | 20 kg                        | 15 kg                        |
| Chiều dài đòn tạ                                        | 2200mm với dung sai ± 1mm    | 2010mm với dung sai ± 1mm    |
| Đường kính đòn tạ tại đoạn giữa                         | 28mm với dung sai ± 0,03mm   | 25mm với dung sai ± 0,03mm   |
| Đường kính đòn tạ tại hai đầu                           | 50mm với dung sai ± 0,02mm   | 50mm với dung sai ± 0,02mm   |
| Độ dài đoạn giữa đòn tạ                                 | 1310mm với dung sai ± 0,05mm | 1310mm với dung sai ± 0,05mm |
| Chiều rộng vành trong khoá tạ bao gồm cả khoá của 2 đầu | 30mm với dung sai ± 1mm      | 30mm với dung sai ± 1mm      |

#### Đĩa tạ
Phần lớn khối lượng tạ thi đấu trong Cử tạ được dồn cho các đĩa tạ hình tròn được lắp vào đòn tạ sao cho cân bằng về khối lượng ở hai đầu tạ. Đĩa tạ có khối lượng khác nhau (từ 0,25 kg đến 25 kg) được sơn màu  khác nhau và phải ghi số chỉ khối lượng lên đĩa tạ. Đĩa tạ lớn nhất và nặng nhất phải lắp vào trong cùng, những đĩa tạ nhẹ hơn được lắp theo thứ tự giảm dần ra phía ngoài. Đĩa tạ được lắp sao cho trọng tài có thể đọc được số ghi trọng lượng trên mỗi đĩa và chúng phải được ghim chặt vào đòn tạ bằng khoá tạ. Đường kính đĩa tạ lớn nhất theo luật là 450 mm. Các đĩa tạ nhỏ hơn 10 kg có thể hoàn toàn làm bằng thép. Bảng sau cho biết màu sơn của đĩa tạ ứng với khối lượng đĩa tạ:
| Khối lượng | 25 kg | 20 kg        | 15 kg | 10 kg       | 5 kg  | 2,5 kg | 1,25 kg | 0,5 kg | 0,25 kg |
| ---------- | ----- | ------------ | ----- | ----------- | ----- | ------ | ------- | ------ | ------- |
| Màu sắc    | Đỏ    | Xanh da trời | Vàng  | Xanh lá cây | Trắng | Đen    | Crom    | Crom   | Crom    |

#### Khoá tạ
Để giữ chặt đĩa vào đòn tạ, mỗi đòn tạ phải có hai khoá tạ, mỗi chiếc nặng 2,5 kg giành cho nam và nữ.

### Sàn thi đấu
Sàn thi đấu là khu vực diễn ra tất cả mọi động tác thi đấu Cử tạ. Sàn thi đấu có hình vuông cạnh 4m, được làm bằng gỗ, chất dẻo hoặc bằng bất kỳ vật liệu rắn chắc khác và có thể được phủ lớp chất liệu chống trơn. Chiều cao sàn thi khoảng 50mm đến 150mm. Nếu lực sĩ chạm ra khu vực ngoài sàn sẽ bị tính phạm quy.

### Trang phục của lực sĩ

#### Quần áo
Khi thi đấu Cử tạ, các lực sĩ phải mặc đồ bó sát cơ thể bằng vải sạch sẽ, có thể là áo liền quần hay hai mảnh nhưng phải che kín phần thân thể quy định. Áo cử tạ không có cổ, tay áo không được trùm quá khuỷu tay. Quần cử tạ không được trùm quá đầu gối. Màu sắc của trang phục cử tạ là tùy ý. Lực sĩ được phép mặc áo phông bên trong trang phục thi đấu nhưng không được phép mặc áo phông và quần đùi thay cho trang phục cử tạ khi thi đấu. Ngoài ra, lực sĩ được phép đi tất nhưng không được cao đến đầu gối.

#### Đai lưng
Đai lưng được các lực sĩ đeo khi thi đấu có độ rộng không quá 120 mm, và có tác dụng giảm áp lực cho lưng và nén ổ bụng. Lực sĩ không được đeo đai bên trong trang phục thi đấu.

#### Giầy
Lực sĩ phải đi giầy khi thi đấu (gọi là giầy cử tạ) để bảo vệ bàn chân và tạo thế đứng ổn định, vững vàng trên sàn thi. Luật cử tạ không quy định hình dạng và chất liệu của giầy tuy nhiên giầy không được hỗ trợ thêm tính năng nào khác tính năng được nói ở trên.

## Tổ chức thi đấu
Môn Cử tạ được điều hành bởi Liên đoàn Cử tạ Quốc tế, viết tắt là IWF. IWF thành lập năm 1905, trụ sở đóng tại Lausanne, Thuỵ Sĩ.

### Hạng cân
Các đô cử tham gia thi đấu được phân nội dung dựa theo khối lượng cơ thể của lực sĩ. Từ năm 2018, IWF chấp nhận các hạng cân hiện tại, mỗi giới có 10 hạng cân trong đó có 7 hạng cân được đưa vào Thế vận hội.

#### Danh sách hạng cân Cử tạ của nam
- 55 kg (không có trong Olympic)
- 61 kg
- 67 kg
- 73 kg
- 81 kg
- 89 kg (không có trong Olympic)
- 96 kg
- 102 kg (không có trong Olympic)
- 109 kg
- + 109 kg

#### Danh sách hạng cân Cử tạ của nữ
- 45 kg (không có trong Olympic)
- 49 kg
- 55 kg
- 59 kg
- 64 kg
- 71 kg (không có trong Olympic)
- 76 kg
- 81 kg (không có trong Olympic)
- 87 kg
- + 87 kg

### Thủ tục chính thức
Trong mỗi hạng cân, các lực sĩ đều phải tranh tài trong cả cử giật và cử đẩy với ba lần cử cho mỗi nội dung. Giải thưởng thường được trao cho các lực sĩ dẫn đầu trong mỗi nội dung hay trong thành tích tổng. Khi thi đấu, các lực sĩ đăng kí mức tạ nhẹ nhất được xếp đấu trước và chỉ có một lực sĩ nâng tạ chính thức trong một thời điểm.  Nếu lực sĩ nào không thực hiện thành công mức tạ đã đăng kí, lực sĩ đó sẽ phải thực hiện lại mức tạ đó hoặc thử sức với mức tạ cao hơn sau khi các lực sĩ khác thực hiện các mức tạ nhẹ hơn mức tạ mới của lực sĩ cử hỏng đó (tuy nhiên lực sĩ không được phép đăng kí lại mức tạ thấp hơn).  Trong cuộc thi đấu, tạ được lắp với khối lượng có xu hướng tăng dần và phải là số tự nhiên (tính theo đơn vị kg). Nếu hai lực sĩ có thành tích tổng cử như nhau, lực sĩ nào có khối lượng cơ thể nhẹ hơn thì sẽ có thứ hạng cao hơn.
Trong các cuộc thi chính thức của Cử tạ, bao giờ nội dung Cử giật cũng được tiến hành trước, sau đó là Cử đẩy, ở giữa hai nội dung là một khoảng thời gian tạm nghỉ. Nếu lực sĩ nào thất bại ở cả 3 lần ở Cử giật sẽ bị loại và không được thi Cử đẩy và nếu lực sĩ nào dự thi Cử đẩy mà thất bại cả 3 lần sẽ không được tính tổng cử. Đội ngũ trọng tài bao gồm 3 người, hai người ngồi hai bên và người còn lại ngồi phía trước mặt lực sĩ đang thi đấu. Họ sẽ cùng quyết định màn nâng tạ của các lực sĩ là "thành công" hay "thất bại" dựa vào luật lệ của IWF và bằng tín hiệu đèn - đèn trắng ứng với "thành công" và đèn đỏ ứng với "thất bại". Màn nâng tạ của lực sĩ được coi là thành công khi có tối thiểu hai trọng tài chấp nhận.